# タンカーヴィル伯爵
タンカーヴィル伯爵（タンカーヴィルはくしゃく、英: Earl of Tankerville）は、イギリスの伯爵、貴族。有史以来3度にわたり創設されており、第1期及び第2期はイングランド貴族としてグレイ家に与えられた。
現存する第3期はグレートブリテン貴族としてベネット家（グレイ家の女系子孫）が現在まで保持する。

## 歴史

### グレイ家 （第1期）
百年戦争を戦った軍人サー・ジョン・グレイ(1384–1421) は1419年頃にイングランド貴族としてタンカーヴィル伯爵 (Comté of Tancarville) に叙されたが、これが最初の創設である。
やがて彼の息子ヘンリー (1419-1450) が2代伯を継いで、父同様フランス王国との戦争に参加した。
しかし3代伯リチャード (1436-1466) は、イングランドが1453年にカスティヨンの戦いで大敗したことにより、父祖伝来のノルマンディー地方タンカルヴィルの領地の一切を喪失した。加えて、3代伯は薔薇戦争におけるラドフォード橋の戦いでヨーク派に与したため、1460年に爵位のすべてを剥奪された。

### グレイ家（第2期）
フォード・グレイ (1655-1701) は大蔵卿や王璽尚書を歴任した廷臣である。彼は1675年に父よりワークのグレイ男爵(Baron Grey of Werke) を承継したのち、1695年にイングランド貴族としてタンカーヴィル伯爵 (Earl of Tankerville) 及びグレンデイル子爵 (Viscount Glendale) に叙せられた。

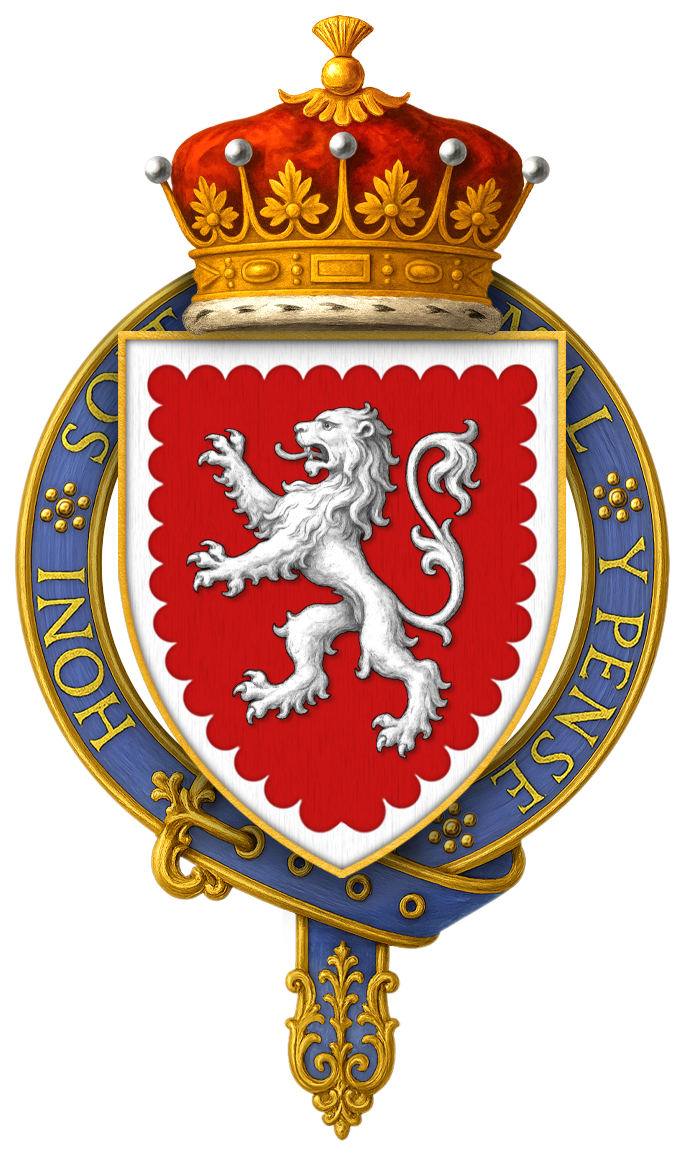
初代タンカーヴィル伯ジョン・グレイ(第2期)の紋章

しかし初代伯には男子がなく、伯爵位及び子爵位はわずか一代で廃絶した。なお、男爵位も彼の弟が継いだのちに廃絶した。

### ベネット家（第3期）

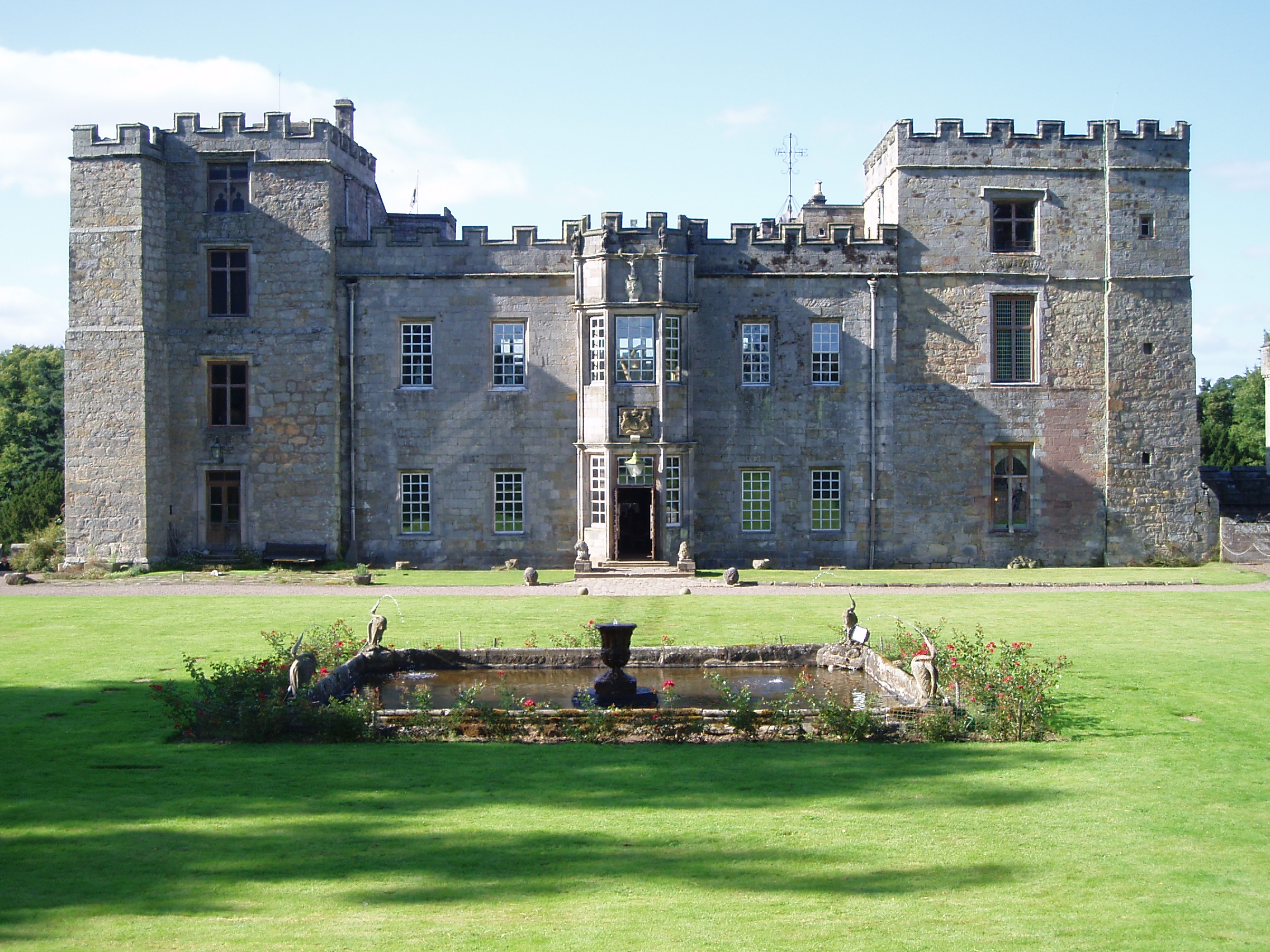
タンカーヴィル伯爵の旧邸宅であるチリンガム城

ベネット家の出身であるジョン・ベネット(1618-1695) は、1682年にイングランド貴族としてミドルセックス州オソルストンのオソルストン男爵 (Baron Ossulston, of Ossulston in the County of Middlesex) に叙せられた。
その息子である2代男爵チャールズ (1674–1722) はメアリー・グレイ（第2期の初代伯の一人娘）を妻に持つ人物で、彼に対して伯爵位が授けられることとなる。彼は1695年にグレートブリテン貴族としてタンカーヴィル伯爵 (Earl of Tankerville) に叙されて、伯爵家を再興した。以降は、初代伯の直系男子の系統で順当に爵位の継承がなされている。
初代伯のひ孫にあたる4代伯チャールズ (1743–1822) は強力なクリケットのサポーターとして活躍した一方で、地図と貝の蒐集マニアとしても知られる。また彼の妻エマも植物の収集家として知られており、彼女のコレクションを描いた600枚以上のイラストはキュー王立植物園が購入したため、現在も目にすることができる。
その後を襲った長男の5代伯チャールズ (1776–1859) は父のコレクションを売却して約3,000～4,000ポンドの収益を得たという。
その孫にあたる7代伯ジョージ (1852–1931) は「歌う伯爵 (The Singing Earl)」の名で知られる有名な讃美歌の歌手で、イタリアのテノール歌手ジョバンニ・スブリーリャに師事してその歌声は「豊かなバリトンと優れたテノールを併せ持つ」と評された。
そのひ孫にあたる10代伯ピーター (1956-) が現当主を務めており、彼もまた初代伯の直系子孫である。
一族の邸宅はノーサンバーランド州チリンガム近郊にあるチリンガム城だったが、1982年に売却されて現在は建築家ハンフリー・ウェイクフィールド(1936-)が所有しているという。
ベネット家のモットーは『良き意思をもって王に仕えるために (De bon vouloir servir le roy)』。

## 現当主の保有爵位
現当主である第10代タンカーヴィル伯爵ピーター・グレイ・ベネットは以下の爵位を有する。
- 第10代タンカーヴィル伯爵(10th Earl of Tankerville)
(1714年10月19日の勅許状によるグレートブリテン貴族爵位)
- 第11代ミドルセックス州オソルストンのオソルストン男爵(11th Baron Ossulston, of Ossulston in the County of Middlesex)
(1682年11月24日の勅許状によるイングランド貴族爵位)

## 歴代当主

### タンカーヴィル伯爵（第1期;1419年）
- 初代タンカーヴィル伯爵ジョン・グレイ（英語版）(1384–1421)
- 第2代タンカーヴィル伯爵ヘンリー・グレイ（英語版）(1419–1450)
- 第3代タンカーヴィル伯爵リチャード・グレイ（英語版）(1436–1466) (1453年在仏領地の失陥, 1459年に爵位褫奪)

### タンカーヴィル伯爵 （第2期;1695年）
ワークのグレイ男爵を参照
- 初代タンカーヴィル伯爵フォード・グレイ（英語版）（1655-1701)

### オソルストン男爵（1682年）
- 初代オソルストン男爵ジョン・ベネット（英語版）(1618–1695)
- 第2代オソルストン男爵チャールズ・ベネット (1674–1722) (1714年にタンカーヴィル伯爵に叙爵)[6]

### タンカーヴィル伯爵（第3期;1714年）

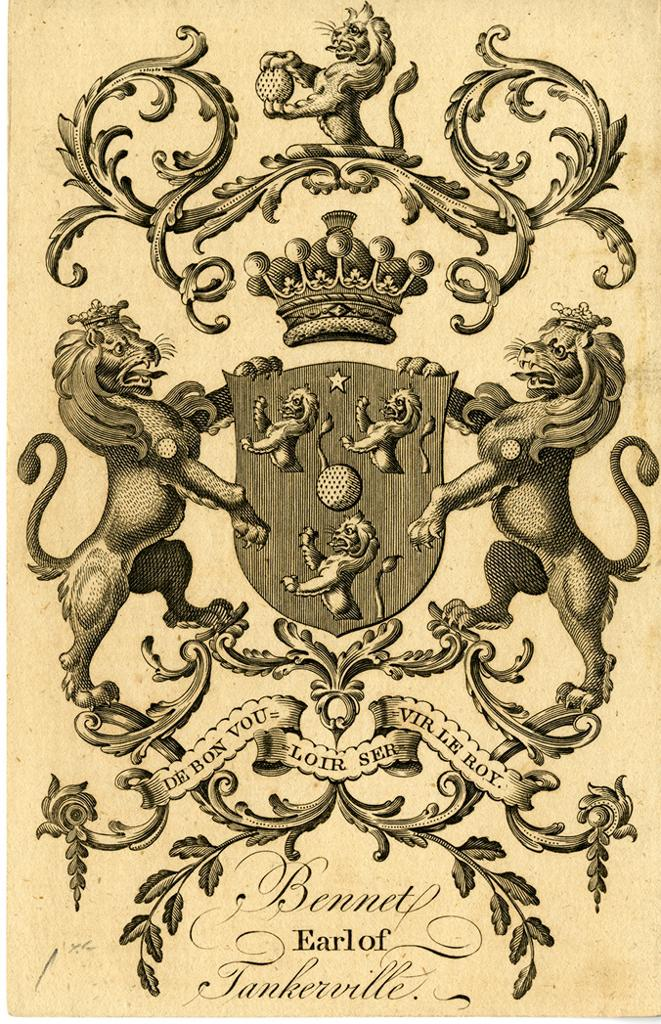
タンカーヴィル伯爵家(第3期)の紋章

- タンカーヴィル伯爵家(第3期)の紋章[15]初代タンカーヴィル伯爵チャールズ・ベネット(1674–1722)
- 第2代タンカーヴィル伯爵チャールズ・ベネット(1697-1753)
- 第3代タンカーヴィル伯爵チャールズ・ベネット(1716–1767)
- 第4代タンカーヴィル伯爵チャールズ・ベネット（英語版）(1743–1822)
- 第5代タンカーヴィル伯爵チャールズ・ベネット（英語版） (1776–1859)
- 第6代タンカーヴィル伯爵チャールズ・ベネット（英語版）(1810–1899)
  - オソルストン男爵チャールズ・ベネット (1850–1879)
- 第7代タンカーヴィル伯爵ジョージ・モンタギュー・ベネット（英語版）(1852–1931)
- 第8代タンカーヴィル伯爵チャールズ・オーガスタス・カー・ベネット(1897–1971)
- 第9代タンカーヴィル伯爵チャールズ・オーガスタス・グレイ・ベネット (1921–1980)
- 第10代タンカーヴィル伯爵ピーター・グレイ・ベネット（英語版） (1956-)

爵位の法定推定相続人は現当主の従弟にあたるエイドリアン・ジョージ・ベネット(1958-)。